# لانتانا قراصانية
لانتانا قراصانية (الاسم العلمي:Lantana urticoides) هي نوع نباتي يتبع جنس اللانتانا من فصيلة اللويزية.